# 아가씨를 조심하세요
아가씨를 조심하세요는 한국에서 제작된 이성구 감독의 1964년 영화이다. 박노식 등이 주연으로 출연하였고 백완 등이 제작에 참여하였다.

## 출연

### 주연
- 박노식
- 최난경
- 남미리

## 제작진
- 조명: 손영철
- 미술: 박석인